# نسيب باي يوسيفبايلي

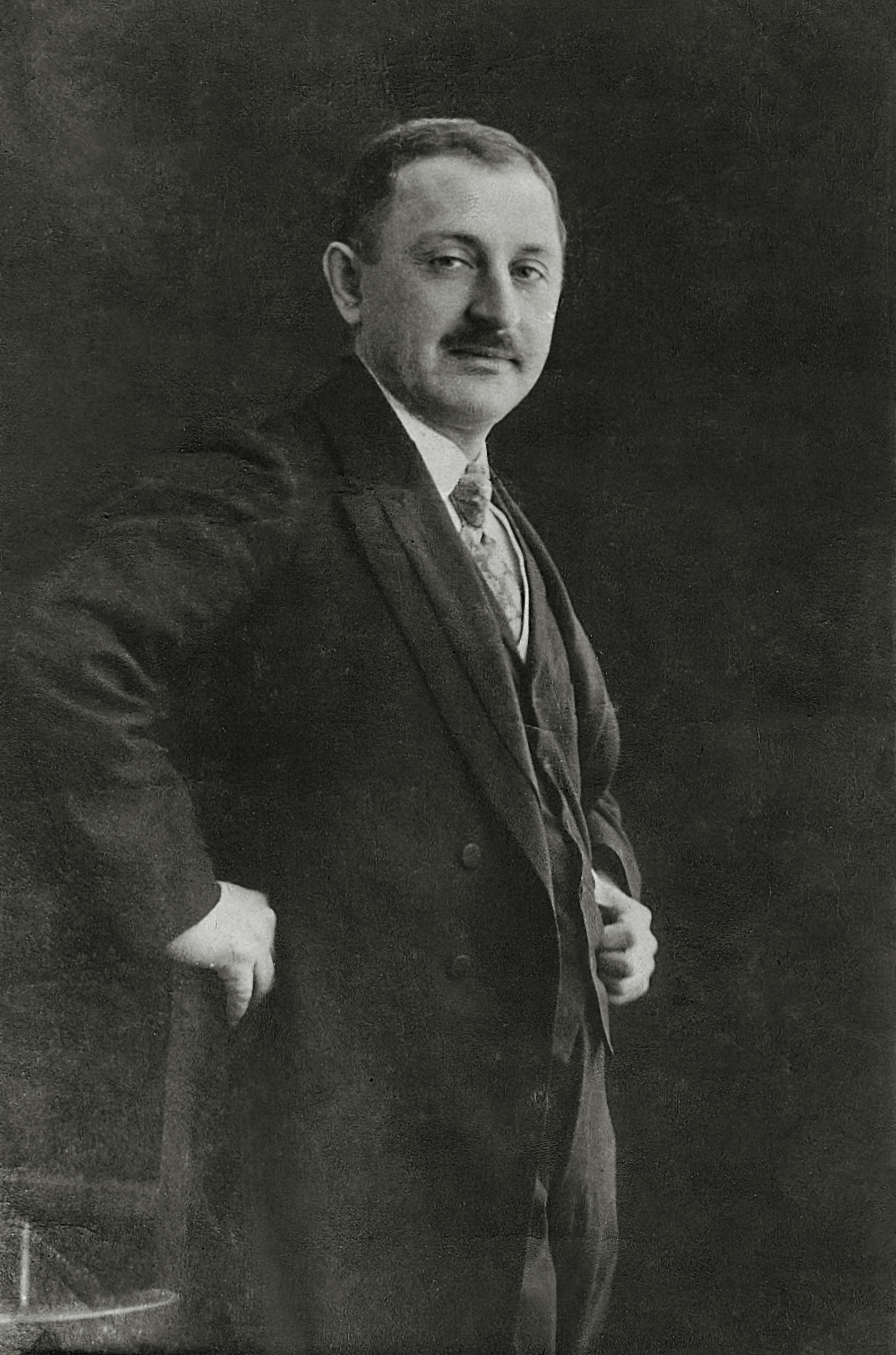

يوسيفبيلي نسيب يوسف أوغلو (1881-1920) – خادم أذربيجان السياسي والاجتماعي٬ صحافي.

## حياته
نسيب باي يوسفبايلي ولد عام 1881 في كنجا. أكمل دراسته في مدرسة نحوية بكنجا. في العام 1902 قبل في كلية الحقوق بجامعة إمبراطور نوفوروسيسكي بمدينة أودسا لكن لم يكم الدراسة فيها. بعد أن أغلقت الجامعة الحكومة القيصرية الخائفة من ثورة الطلاب نسيب باي انتقل إلى مدينة باغجاساراي (كريم) وبدأ يتعاون هنا مع الجريدة «ترجمان» لعسماعيل قاسبيريلي. فكان يلعب في المسرحية التي كان يضعها هو بنفسه من مؤلفات الكتاب المسرحيين الأذربيجانيين.
في العام 1908 نسيب باي انتقل إلي إسطنبول وكان يشتغل بتشكيل «الجمعية التركية» ويعمل في مجال الصحافة. بعد فترة قصيرة تزوج بإبنة إسماعيل قسبيرالي السيدة شفيقه سلطان وسكن بعد ذلك مدة معينة في إسطنبول. في 1909 رجع إلى كنجا وبدأ يعمل في بلدية مدينة كنجا. في العام 1911 كان يرسل المقالات إلى الجرائد والمجلة «مولا نصرالدين» ٬ واشترك فعالا في نشاط الجمعيات مثل «الجمعية الخيرية المسلمة» و«جمعية تعليم المسلمين» وغيرهما. في هذه الفترة تعرف على محمد أمين رسولزاده وبدأ النشاط الاجتماعي والسياسي.
في مارس عام 1917 نسيب باي يوسفبيلي أسس مع أقاربه «الحزب التركي للفيدرالية الوطنية» في كنجا. الطلب الرئيسي لهذا الحزب كان تنظيم روسيا على أساس النظام الفدرالي. في يونيو عام 1917 هذا الحزب انضمت إلى الحزب الديمقراطي المسلم مساواة وأنشأ الحزب الجديد «مساواة» برئاسة محمد رسولزاده وبقي برنامجها الأساسي – طلب تنظيم روسيا على الشكل الفدرالي.
بعدما انتخب محمد أمين رسولزاده رئيس اللجنة الرئيسية للحزب مساواة ن.يوسفبايلي تولى منصب الرئاسة في فرع الحزب مساواة في كنجا. في العام 1917 البلاشفة جاؤوا إلى السلطة في روسيا وبعد ذلك الحزب غير نظامه وطلب استقلال أذربيجان التام.
نسيب باي يوسفبايلي كان عضو مجلس النواب القوقازي٬ ثم كان يعمل وزير التعليم في حكومة القوقاز الفيدرالية٬ وزير التعليم في حكومة جمهورية أذربيجان الديمقراطية منذ 28 ماي عام 1918 إلى مارس عام 1919 ٬ من مارس عام 1919 إلى مارس عام 1920 رئيس الوزراء وكذلك وزير الشؤون الداخلية (16 يونيو 1919 – 22 ديسمبر 1919).في العام 1920 بعدما احتلت الجمهورية السوفيتية أراضي أذربيجان وتم تشكيل النظام الشيوعي هنا نسيب باي ترك باكو من أجل انقاذ نفسه من التعقيبات من قبل الحكومة السوفيتية لكن في31 ماي 1920 قتل في الطريق في قرية قارخون إقليم كردامير في أذربيجان.

## أسرته
كان متزوجا بإبنة إسماعيل قاسبرينسكي السيدة شفيقه قاسبرينسكايا.